# Mandy (singel Jonas Brothers)
Mandy – pierwszy singiel amerykańskiego zespołu Jonas Brothers z ich debiutanckiej płyty It’s About Time. Był wydany jako singiel 27 grudnia 2005 roku. Do piosenki nakręcono trzy częściowy teledysk, który zdobył czwartą lokatę na TRL na MTV. Piosenka była napisana o przyjaciółce rodziny Jonas, Mandy Van Duyne, która uczyła się od ich mamy języka migowego, aby później pomagać niepełnosprawnym. Joe Jonas spotykał się z Mandy w czasie gdy piosenka była napisana. Utwór był umieszczony również na składance do serialu Zoey 101.